# 授記
授記（じゅき、サンスクリット：व्याकरण vyākaraṇa）は、十二部経の一つで、問答体の典籍を意味している。原語は和迦羅那（わからな）・婆迦羅那（ばからな）・弊迦蘭陀（へいからんだ）などと音写され、記別（きべつ）・記説・記・説、授記・受記・受授・授決などと訳される。

## 仏となる確約
授記とは、仏が修行者に対して将来必ず仏となることを予言し保証を与えることをいう。仏の側からは「授記」であり、修行者の側から言えば「受記」となる。
- 釈迦は過去世に燃燈仏から現世における成仏を授記されたといわれる。
- スリランカでは仏殿の内陣背後の回廊部に過去二十四仏とその授記を受ける男女や動物の姿をリアルに描いている。

大乗仏教では「授記作仏」(じゅきさぶつ)という考えが根底にある。『法華経』には徳蔵という菩薩に浄身如来となるであろうと授記してから、入滅したのである。 また、舎利弗ら声聞の授記、提婆達多や女人に対する授記を説いている。『無量寿経』では法蔵菩薩が師の世自在王仏から阿弥陀仏となると授記をうける。

## 受記の必要性
大乗仏教では、見仏と受記が成仏の必要条件とされている。ことに、発願して、それを仏に認められた上で修行をし、仏から記別を受けなくては仏となることはできないと考えられている。そこで、仏に見えるために仏国土へ往生し、発願の後、記別を受ける必要がある。
これは、釈迦がこの世から亡くなったために、成仏するものがいなくなったとする考えから発生し、直接に仏から指導を受けない限り仏とはなり得ないという考えに基づく。このために、仏国土への往生が必要とされるのである。

## 「法滅」と対になって出てくる「授記」
「授記」が般若経の幾つかの初期の版では、「法滅」という、ブッダ没後500年後くらいにブッダの「正法」が滅びると表現が登場することと関連づけられて考える論者もいる。例えば渡辺章悟は『大乗仏教の誕生』（春秋社、2011年）にて、
1. まず、初期の阿含経などには「法滅」なる考え方が現れないことに注意する。対して大乗経典は、建前は「仏説」なのだが、事実は後代の成立なので「仏滅後500年」といった言葉は、必ずブッダの予言のかたちをとる。この「仏滅後500年」の定型句は、諸々の「般若経」類本（『金剛般若経』、『八十頌般若経』等）、『法華経』などに登場する。
2. 「法滅」後の仏教の存続を支えるのが、「法滅」時の時点で菩薩になっているが、実は彼もしくは彼女は、既に500年前に釈尊によって、授記を与えられた行者の転生した存在である、という理屈になる。
3. このことより、最初の出発点の釈迦の前世に（500年前に？）授記を授ける仏が必要となる。これが「燃灯佛」である。

としている。